# Avetrana - Qui non è Hollywood
Avetrana - Qui non è Hollywood è una miniserie televisiva italiana diretta da Pippo Mezzapesa e prodotta da Matteo Rovere, tratta dal saggio Sarah. La ragazza di Avetrana di Carmine Gazzanni e Flavia Piccinni e pubblicato da Fandango Libri, che racconta il delitto di Avetrana.
Pubblicata in Italia su Disney+ il 30 ottobre 2024, la serie ha segnato il lancio più visto in assoluto in Italia nei primi sette giorni dalla sua uscita dal debutto della piattaforma nel 2020, risultando un record assoluto tra le produzioni di “general entertainment”, come annunciato da Disney Italia.
La serie è poi approdata su Disney+ nell'area EMEA (Europa, Medio Oriente e Africa) a partire dal 20 novembre 2024, seguita dall'esordio su Hulu nel mercato USA l'11 dicembre 2024

## Trama

### Episodio 1,Sarah
Nel paese di Avetrana si svolge un tour guidato di turisti per visitare il luogo dove è avvenuto l'omicidio di Sarah Scazzi.
Estate 2010: la quindicenne Sarah Scazzi vive ad Avetrana con la madre Concetta Serrano Spagnolo. Concetta è una devota testimone di Geova e Sarah preferisce trascorrere gran parte del suo tempo dagli zii Cosima e Michele Misseri, frequentando la cugina Sabrina e la sua compagnia di amici, molto più grandi di lei. Sarah soffre di solitudine e brama l'amore di qualcuno, sviluppando una cotta per Ivano Russo, giovane di cui anche Sabrina è invaghita. Di rimando, Sabrina inizia a maturare una crescente gelosia verso Sarah, più magra e bella di lei, ritenendo che anche Ivano nutra un interesse per la ragazzina. Durante un'uscita di gruppo, Sarah confida agli amici il suo desiderio di "scomparire" per due settimane per vedere la reazione delle persone a lei vicine. Giacomo e Claudio, padre e fratello di Sarah, vengono da Milano (dove vivono e lavorano) per stare qualche giorno ad Avetrana. Sempre più gelosa di Sarah, Sabrina cerca di escluderla dal gruppo e continua a rimarcare quanto sia solo una "bambina", scatenando la frustrazione della cugina. Una sera, Sabrina e Ivano stanno per avere un rapporto sessuale, ma Ivano all'ultimo si tira indietro e la donna ritiene lo abbia fatto perché la trova brutta, confidando il suo timore a Sarah. Quest'ultima, nel sentire Claudio parlare del presunto rapporto tra Sabrina e Ivano, si ingelosisce e gli dice la verità. Claudio quindi rimprovera Ivano per il comportamento assunto verso Sabrina e Sarah, avendo notato l'intesa tra lui e la sorella. Sarah si sente in colpa ma, prima che possa parlarne con Sabrina, Ivano accusa quest'ultima di avergli aizzato contro Claudio. L'esito dell'incontro amoroso tra Sabrina e Ivano si diffonde ad Avetrana, umiliando profondamente Sabrina. La donna sembra perdonare Sarah per quanto è successo, invitandola a venire al mare con lei e l'amica.
Qualche tempo dopo Sabrina, visibilmente turbata, attacca a un palo un volantino nel quale si segnala la scomparsa di Sarah.

### Episodio 2,Sabrina
Attraverso brevi scene nel corso della puntata, si evince che Sarah è stata uccisa per strangolamento da Sabrina nel garage della sua casa e Michele e Cosima sono chiamati ad assisterla una volta consumato il delitto.
Sarah non si presenta all'appuntamento per andare al mare con Sabrina e l'amica Mariangela. Le due vanno a cercarla da Concetta e dagli zii, mentre Sabrina mostra una particolare agitazione per la situazione, insistendo fin da subito che la cugina deve essere scomparsa. La famiglia va a sporgere denuncia ai carabinieri e Sabrina dimostra di sapere come fosse vestita Sarah prima della sparizione (contraddicendo la sua affermazione di non averla vista), nonostante sostenga che glielo avesse detto in precedenza Concetta. Il maresciallo ipotizza che Sarah sia scappata di sua volontà con qualche ragazzo. Sabrina trova i diari di Sarah, ma convince Concetta a non consegnarli alla polizia. Una notte, una donna chiama i carabinieri convinta di aver visto Sarah, ma si rivela essere un falso allarme; quando i cittadini iniziano a mostrare sospetto nei confronti di Sabrina per come sembri noncurante per la sorte della cugina, la donna rievoca come Sarah avesse espresso il desiderio di camuffarsi e sparire per qualche settimana. Volantini che avvisano sulla scomparsa della ragazza vengono appesi nella zona, suscitando l'interesse di Daniela, una giornalista che fa un servizio televisivo sull'accaduto. Michele appare sempre più sofferente per quanto accaduto a Sarah, tanto da erigere un altarino per lei nel seminterrato. Il caso di Sarah ottiene risonanza nazionale attraverso la televisione e Sabrina, inizialmente reticente, decide di rivolgere un appello in tv, convincendo Concetta a fare lo stesso. Viene trovato in un casolare in campagna il corpo di una ragazza che inizialmente viene scambiato per quello di Sarah, salvo poi scoprire che era un'altra giovane scomparsa da tempo. Il nonno di Sarah, malato da tempo, muore. Sabrina fa diverse apparizioni in tv e ne approfitta per riavvicinarsi a Ivano. Concetta legge i diari di Sarah, dai quali evince che Sabrina era gelosa di Sarah per il suo rapporto con Ivano, del quale entrambe erano attratte; consegna i diari ai carabinieri e, durante un'intervista, dice apertamente che le autorità debbano indagare sulla loro famiglia, in quanto erano gli unici a sapere dove Sarah si sarebbe dovuta dirigere. Pertanto, i sospetti dei militari si concentrano su Sabrina, la quale viene interrogata. Mentre la notizia delle accuse contro Sabrina si diffonde, Ivano presenta alla donna la sua nuova ragazza e qualcuno scrive la frase "Qui non è Hollywood" davanti alla casa Misseri-Serrano. Sabrina, tormentata da visioni e ricordi di Sarah, implora perdono al suo altare nel seminterrato.

### Episodio 3,Michele
Dopo l'omicidio di Sarah, Michele occulta il suo corpo calandolo in un pozzo in campagna e brucia i suoi effetti personali, tra cui il cellulare.
Michele, tormentato dall'omicidio della nipote, si confessa a un prete chiedendogli se i bambini non battezzati possono andare in Paradiso; il prete risponde che ciò può avvenire grazie al funerale, pertanto Michele costruisce un altarino per la nipote nel seminterrato e prega ripetutamente per lei. Cerca anche di recuperare il corpo di Sarah dal pozzo, senza successo, poi guida i carabinieri al cellulare della ragazza, fingendo di averlo trovato per caso. Daniela, che ora sospetta fortemente della colpevolezza di Sabrina, cerca di intervistare Michele, che rilascia qualche dichiarazione sconclusionata e la invita a visitare il suo garage dove si è svolto il delitto prima che Cosima e Sabrina intervengano. L'uomo attira l'attenzione della stampa, suscita i sospetti della figlia Valentina (unica della famiglia a non essere a conoscenza dell'accaduto) e viene convocato per essere interrogato formalmente dalle autorità. Giunto al limite, l'uomo cerca di suicidarsi senza successo e mentre è in auto da solo, parlando tra sé e sé, allude fortemente all'omicidio e al suo desiderio di confessare tutto, senza sapere che gli inquirenti stanno captando le sue parole. Il giorno in cui Michele deve essere interrogato, viene accompagnato da Cosima e Valentina; Sabrina dovrebbe essere intervistata in diretta televisiva nel programma Chi l'ha visto? quella stessa sera ma, agitata dalla situazione, si rifiuta. Dopo ore di interrogatorio, Michele confessa il posto in cui si trova il corpo di Sarah e la notizia viene trasmessa in diretta a Chi l'ha visto, dove la apprendono Concetta e Sabrina. Sotto gli occhi atterriti dei cittadini di Avetrana e di Michele, il cadavere viene estratto dal pozzo.
In un flashback, si scopre che un testimone ha visto Cosima trascinare con la forza Sarah in auto con Sabrina.

### Episodio 4,Cosima
In una conferenza stampa, viene confermato che il cadavere rinvenuto appartiene a Sarah e che Michele ha confessato di aver abusato del cadavere della nipote. Cosima e Concetta vengono chiamate a identificare il corpo di Sarah, mentre l'opinione pubblica si scaglia contro Michele e continua a sospettare della sua famiglia. Si svolge il funerale di Sarah, a cui Sabrina, Valentina e Cosima non partecipano; le tre vengono intervistate da Daniela, spiegando di non essere andate al funerale per paura di ripercussioni da parte della folla. Quando Sabrina esprime gelosia verso Ivano e la sua ragazza, che appaiono nella diretta televisiva del funerale, Daniela invita Cosima a dire la verità "prima che lo faccia qualcun altro". Michele conduce la polizia nel garage dove è avvenuto il delitto ma non riesce a spiegare le dinamiche dell'omicidio, arrivando a lasciarsi sfuggire per l'agitazione di non essere l'unico responsabile della morte di Sarah e finendo per ammettere il coinvolgimento di Sabrina, che di conseguenza viene arrestata a sua volta. Cosima va a trovare la figlia in carcere e, durante l'incontro, Sabrina professa ripetutamente la sua innocenza sapendo di essere sorvegliata dalle telecamere. Dopo che Michele ha rifiutato di incontrare Cosima in prigione, la donna dichiara in televisione che il marito ha mentito riguardo al ruolo di Sabrina nell'omicidio di Sarah e che vuole il divorzio. Michele implora Cosima di ripensarci, promettendo di dire tutto quello che è necessario purché lei non lo lasci, poi scrive una lettera a Sabrina per discolparla dalle accuse. Ad Avetrana persiste lo sciacallaggio mediatico sul caso, che colpisce soprattutto Concetta. Carmen, l'amica di Concetta, dice alla polizia di essere venuta a sapere tramite la figlia che il datore di lavoro di quest'ultima ha visto, il giorno della scomparsa di Sarah, la ragazzina venire trascinata con la forza in auto da Cosima e Sabrina; l'uomo ha rifiutato di presentare la sua testimonianza perché si trovava "in un posto dove non avrebbe dovuto essere". Quando la notizia trapela, le autorità decidono di trattenere Sabrina in carcere. Tour di turisti iniziano a fare spola davanti alla casa di Cosima come se fosse un'attrazione turistica. Concetta e Cosima hanno un confronto nel quale Concetta afferma che Sarah volesse più bene alla zia che a lei, mentre Cosima le rinfaccia di non aver mai amato la figlia se non da morta. Concetta cerca di spingere Cosima a dire la verità sulla morte di Sarah, senza successo. Il giorno del sedicesimo compleanno di Sarah, Cosima le prepara una torta e la lascia metaforicamente andare. Si vede Sarah camminare con espressione sgomenta per le strade di Avetrana venendo superata, non vista, da orde di persone che stanno accorrendo per assistere all'arresto di Cosima.
Una didascalia finale rivela che Sabrina e Cosima sono state condannate all'ergastolo per l'omicidio di Sarah e che tutt'oggi continuano a proclamarsi innocenti, mentre Michele è stato condannato a otto anni di carcere per soppressione del cadavere e ha terminato la sua pena, sebbene si sia proclamato ripetutamente l'unico colpevole dell'omicidio.

## Produzione
Nel settembre del 2022 Disney annuncia l'inizio delle riprese di una miniserie TV tratta dal saggio Sarah. La ragazza di Avetrana, che parla del delitto di Sarah Scazzi. Insieme all'inizio delle riprese, viene annunciato che Vanessa Scalera, Paolo De Vita, Giulia Perulli, Federica Pala, Imma Villa, Anna Ferzetti e Giancarlo Commare sarebbero entrati a far parte del cast. Le riprese sono state realizzate in comuni limitrofi ad Avetrana, appartenenti all'Unione di comuni Terre del Mare e del Sole.

## Colonna sonora

### Tracce strumentali
La colonna sonora è composta, per la parte strumentale, da Yakamoto Kotzuga, includendo anche diversi brani legati a successi commerciali del periodo.
1. Turismo Nero – 1:44
2. Sarah – 1:41
3. Desiderio – 1:02
4. Qui non è Hollywood – 1:31
5. Di sotto – 1:13
6. Scomparsa – 2:22
7. In Chiesa – 2:44
8. L'appello – 1:34
9. Creatura – 1:54
10. Raptus – 1:22
11. Materassino – 1:20
12. Carnevale – 0:59
13. Confessione – 5:46
14. Obitorio – 1:39
15. Visioni – 2:15
16. Preghiera – 1:45

### La banalità del male
Ogni puntata si conclude con la canzone La banalità del male, scritta e cantata da Marracash, e realizzata appositamente per la miniserie in collaborazione col produttore Marz. Il titolo prende spunto dall'omonimo saggio di Hannah Arendt nel quale si esamina il processo del criminale nazista Adolf Eichmann e che introduce la teoria della “banalità del male”, sostenendo che atti terribili possano derivare da un cieco conformismo e dall’incapacità di riflettere sulle conseguenze delle proprie azioni, piuttosto che da una malvagità intrinseca.
(Marracash)

## Distribuzione
Il 18 luglio 2024 viene pubblicato il primo teaser trailer della miniserie. La miniserie è stata presentata in anteprima alla 19ª edizione della Festa del Cinema di Roma e distribuita per il momento solo in Italia dalla piattaforma streaming Disney+ a partire dal 30 ottobre 2024, con tutti e quattro gli episodi pubblicati in blocco.

## Controversie
La distribuzione era originariamente prevista su Disney+ il 25 ottobre 2024 con il titolo Avetrana - Qui non è Hollywood, ma il 23 ottobre il tribunale di Taranto ha sospeso temporaneamente la trasmissione della miniserie a seguito del ricorso cautelare d'urgenza fatto da Antonio Iazzi, sindaco di Avetrana, che ha richiesto di poter visionare in anteprima la serie per valutarne la “portata diffamatoria” nei confronti degli abitanti del paese. Successivamente Disney+ ha annunciato la distribuzione della serie il 30 ottobre successivo eliminando il nome della città dal titolo e lasciando solamente Qui non è Hollywood.
A seguito della sentenza del giudice del Tribunale, a cui il Comune non ha fatto ricorso e che quindi è definitiva, viene stabilito che il titolo "non aveva intento denigratorio verso Avetrana e le sue istituzioni. Al contrario, simboleggiava uno spunto di riflessione che l'autore ha sviluppato all'interno dell'opera, mettendo in luce non solo i fatti di cronaca, ma anche l'impatto mediatico che ha coinvolto l'intero paese". Pertanto, a partire dal 27 marzo 2025, Disney+ ha ripristinato il titolo Avetrana - Qui non è Hollywood.

## Riconoscimenti
- Nastri d'argento - Grandi Serie
  - 2025 – Miglior serie TV - Crime[17]
  - 2025 – Candidatura al miglior attrice protagonista a Vanessa Scalera